# Iglesia de Santa Rosa (Lo Barnechea)
La Iglesia de Santa Rosa es un templo católico dedicado a Santa Rosa de Lima, ubicado en Lo Barnechea, ciudad de Santiago, Chile.

## Historia
La parroquia fue fundada por el arzobispo de Santiago monseñor Crescente Errázuriz en 1930, en territorio que dependía de la Parroquia San Ramón de Providencia. El primer templo fue inaugurado en 1933, y su material era de adobe con un estilo barroco colonial.
Luego del terremoto de 1960 se reconstruyó la nave central de la iglesia, y en 1985 se amplió la capacidad, misma fecha en que Juan Echeñique pintó dos murales, uno dedicado a Jesús y otro a Santa Rosa. En el año 2016 nuevamente se trabaja en la ampliación de la capacidad.